# Avan Mohiden
Avan Mohiden (* 18. August 1986) ist ein ehemaliger österreichischer Fußballspieler.

## Karriere
Mohiden begann seine Karriere beim ASV Gösting. 1995 wechselte er zum LUV Graz. 2002 kam er in die Jugend des Grazer AK. Später spielte er auch für die Zweitmannschaft des GAK.
Im Mai 2007 debütierte er für die Profis der Grazer in der Bundesliga, als er am 32. Spieltag der Saison 2006/07 gegen den FC Red Bull Salzburg in der 71. Minute für Zlatko Junuzović eingewechselt wurde. Mit dem GAK musste er zu Saisonende zwangsweise in die Regionalliga absteigen.
Sein erstes Spiel in der dritthöchsten Spielklasse absolvierte Mohiden im August 2007 gegen den USV Allerheiligen. Im September 2007 erzielte er bei einem 3:0-Sieg gegen den SV Spittal/Drau seinen ersten Treffer in der Regionalliga. Sein letztes Spiel für den GAK absolvierte er im Juni 2008.
Nach der Saison 2007/08 beendete er seine Karriere.